# Лассаль, Жан
Жан Ласса́ль (фр. Jean Lassalle; род. 3 мая 1955) — французский политический деятель центристского толка, лидер партии «Будем сопротивляться!» (Résistons !).

## Биография
Родился 3 мая 1955 года в Лурдьос-Ишере. В 1969 году окончил коллеж в Арете, с 1970 по 1974 год учился в сельскохозяйственном лицее города По.
В 1977 году избран мэром Лурдьос-Ишера.
В 1979 году основал консультативное бюро по вопросам мелиорации.
В 1982 году избран депутатом генерального совета департамента Атлантические Пиренеи от кантона Аккус.
В 1988 году вступил в Социал-демократический центр, замещал в Национальном собрании депутата от Объединения в поддержку республики Мишеля Иншуспе.
С 1989 по 1999 год являлся директором Пиренейского национального парка.
В 2002 году избран в Национальное собрание от 4-го округа департамента Атлантические Пиренеи (впоследствии переизбран в 2007 и 2012 годах). В том же 2002 году в Кито (Эквадор) избран первым президентом Ассоциации горных народов мира.
В 2006 году привлёк к себе общественное внимание, выдерживая в течение 39 дней голодовку протеста против перемещения из долины Аспе в город Лак завода японской фирмы Toyal d’Accous.
В 2007 году участвовал в президентской кампании Франсуа Байру.
В 2010 году стал вице-президентом Демократического движения.
В 2013 году с марта по апрель прошёл пешком 5000 километров по Франции, объяснив своё решение желанием ближе узнать жизнь простых французов.
В 2015 и 2017 годах совершил поездки в Сирию, где встречался с президентом Асадом (в последний раз Лассаль ездил вместе с депутатами от партии «Республиканцы» Тьерри Мариани и Николя Дьюиком и сделал заявления о поддержке Асада в идущей в Сирии гражданской войне).
В марте 2016 года объявил о намерении выставить свою кандидатуру на президентских выборах 2017 года и вышел с этой целью из Демократического движения, основав партию «Будем сопротивляться!» (Résistons !).
Программа Лассаля предполагала расширение полномочий коммун, частичную национализацию крупных компаний (в том числе с целью вывода их из-под управления иностранных пенсионных фондов), реорганизацию Европейского союза на принципах отказа от движения к федерализации и возвращения к «Европе наций», движение к более широкому использованию возобновляемой энергии, чтобы уменьшить зависимость Франции от иностранных поставщиков нефти, возвращение к системе всеобщей воинской обязанности для молодых людей и девушек, чтобы они входили в жизнь с опытом службы на благо общества.
23 апреля 2017 года получил в первом туре голосования 1,21 % голосов избирателей, заняв седьмое место среди одиннадцати кандидатов.
16 июля 2017 года во исполнение нового закона о запрещении совмещения выборных должностей Лассаль оставил должность мэра Лурдьос-Ишера, которую занимал 40 лет, передав её своей верной соратнице Марте Кло, но остался депутатом муниципального совета.
В 2018 году Лассаль заявил, что будет участвовать в президентских выборах 2022 года.
К 17 февраля 2022 года Жан Лассаль собрал 500 подписей выборных должностных лиц в свою поддержку, необходимых для включения его фамилии в избирательные бюллетени.

## Семья
Жан Лассаль — отец французского регбиста Тибо Лассаля, игрока второй линии клубов «Ойонна» и «Ажен». В 2017 году он принял участие в президентской кампании отца.